# فيركيويس
فيركيويس (بالفرنسية: Ferques)‏ هي بلدية تقع في إقليم باد كاليه من منطقة نور با دو كاليه في شمال فرنسا. تبلغ مساحة هذه المدينة 8.97 (كم²)، وترتفع عن سطح البحر 93 م، يبلغ عدد سكانها 1811 نسمة حسب إحصاء المعهد الوطني للإحصاء والدراسات الاقتصادية سنة 2009 م. وترأس Denis Joly البلدية خلال فترة (2008-2014).